# Taran und der Zauberkessel
Taran und der Zauberkessel ist ein US-amerikanischer Zeichentrickfilm der Regisseure Ted Berman und Richard Rich aus dem Jahr 1985. Er ist der 25. abendfüllende Zeichentrick-Kinofilm der Walt Disney Studios und hatte seine Premiere am 24. Juli 1985 in den USA. In Deutschland kam er am 5. Dezember 1985 in die Kinos. Die Handlung basiert auf den ersten beiden Büchern der Chroniken von Prydain von Lloyd Alexander.

## Handlung
Taran ist ein Schweinehirte, der von einer Karriere als großer Kämpfer träumt. Doch er muss die Tagträume schon bald zur Seite legen, da sein weissagendes Schwein Hen Wen von einem bösen Herrscher, dem Gehörnten König, entführt wird. Der Bösewicht hofft, dass Hen Wen ihm den Weg zum schwarzen Kessel zeigen kann, der die Macht besitzt, eine gigantische Armee unbesiegbarer Untoter zu erschaffen. Mit der Hilfe der sturen Prinzessin Eilonwy, eines aufbrausenden Barden und einer drangsalierenden Kreatur namens Gurgi versucht Taran, die Welt von Prydain vor dem Gehörnten König zu retten. Bei seinen Treffen mit Hexen, Elfen, magischen Schwertern und dem schwarzen Kessel selbst lernt Taran, was es wirklich heißt, ein Held zu sein, und dass einige Dinge wichtiger sind als Ruhm und Glanz.

## Synchronisation
Der Film wurde bei der Berliner Synchron vertont. Lutz Riedel schrieb das Dialogbuch und führte die Dialogregie.
| Rolle              | Originalsprecher  | Deutscher Sprecher  |
| ------------------ | ----------------- | ------------------- |
| Taran              | Grant Bardsley    | Frank Schaff        |
| Prinzessin Eilonwy | Susan Sheridan    | Katja Primel        |
| Flewdor Flam       | Nigel Hawthorne   | Hermann Ebeling     |
| Dallben            | Freddie Jones     | Heinz Theo Branding |
| Gehörnter König    | John Hurt         | Joachim Kemmer      |
| Doli               | John Byner        | Helmut Heyne        |
| Gurgi              | John Byner        | Wolfgang Ziffer     |
| König Eidilleg     | Arthur Malet      | Wolfgang Völz       |
| Ordu               | Eda Reiss-Marin   | Bettina Schön       |
| Orgoch             | Billie Hayes      | Maria Axt           |
| Orwen              | Adele Marie-Morey | Almut Eggert        |
| Cribble            | Phil Fondacaro    | Peter Matić         |
| Erzähler           | John Huston       | Joachim Nottke      |

## Produktionsgeschichte
- Der Film kostete etwa 44 Millionen US-Dollar, spielte jedoch nur 21 Millionen und damit weniger als die Hälfte wieder ein. Damit ist er nach Der Schatzplanet der am wenigsten erfolgreiche Film der Meisterwerke-Reihe.[2]
- Nach Tron ist Taran und der Zauberkessel der zweite Film der Walt Disney Studios, der computeranimierte Sequenzen enthält.
- Taran und der Zauberkessel ist nach Die Abenteuer von Ichabod und Taddäus Kröte der erste Film der Disney Studios, der von der FSK eine Freigabe ab 6 Jahren bekam.
- Die Vision mit dem Gehörnten König, die Hen am Anfang des Films hat, ist eine wiederverwendete Szene aus einer im Film Fantasia auftauchenden Sequenz, jener mit der Musik aus Eine Nacht auf dem kahlen Berge.
- Bei dem Film arbeitete der spätere Erfolgsregisseur Tim Burton als Zeichner mit.
- Es ist der erste Disney-Zeichentrickfilm, in dem nicht gesungen wird.[3]

## Filmschnitte
Etwa ein halbes Jahr vor der Veröffentlichung in den amerikanischen Kinos sah der neue Vorsitzende der Walt Disney Studios, Jeffrey Katzenberg, den fertigen Film zum ersten Mal. Filmmusik und Animation waren bereits fertiggestellt, doch Katzenberg war nicht einverstanden mit dem, was er sah. Er fand den Film zu brutal, weshalb er etwa dreizehn Minuten Filmmaterial herausschneiden ließ. Elmer Bernstein, der Komponist der Musik zu Taran und der Zauberkessel, hatte keine Zeit, die Musik den neuen Schnitten anzupassen, weshalb zum Teil sehr auffällige Sprünge in der Filmmusik festzustellen sind. Stark geschnitten wurde die Szene der Geburt der Untoten aus dem Kessel. Eine weitere geschnittene Sequenz zeigte, wie ein Soldat von grünem Nebel zersetzt wird. Dennoch bekam die Endfassung als erster abendfüllender Disney-Zeichentrickfilm ein PG der MPAA. Bis heute ist die ungeschnittene Version des Films nicht auf DVD oder VHS erschienen.

## Kritiken
- „Taran und der Zauberkessel ist Walt Disneys 25. abendfüllendes Meisterwerk. Dieser Film vereint die unnachahmliche Perfektion von Disneys Meisterwerken mit den Mythen und den Fantasien einer längst vergangenen Zeit. Ein Film, bei dem auch alle Fantasy-Fans voll auf ihre Kosten kommen. Es ist der erste Film der Zeichentrickgeschichte, in dem Computer generierte Szenen und Dolby-Stereo-Ton eingesetzt wurden.“ – Dirk Jasper FilmLexikon:[4]

- „Ein tricktechnisch perfekter Fantasy-Zeichentrickfilm aus der Disney-Werkstatt, der durch skurrile Fabelwesen unterhält. Für einen reinen Kinderfilm enthält er freilich zu wenig humorvolle und zu viel düstere Szenen, die der Geschichte vom Kampf des Guten gegen böse dämonische Kräfte keine neuen Aspekte abgewinnen.“ – „Lexikon des internationalen Films“. (CD-ROM-Ausgabe), Systhema, München 1997.

- „Sonderlich originell ist „Taran und der Zauberkessel“ wirklich nicht. Achtzig Minuten lang rollen die Ereignisse einfach ab, ohne dass es dabei zu einer mehr als äußerst oberflächlichen Wechselwirkung zwischen den Figuren kommt. Ein Fest fürs Auge, sicher. Aber wenig mehr.“ – Variety

- „Taran ist für Kinder zu attraktiv, als daß die verstärkte Brutalisierung des Sujets kommentarlos hingenommen werden könnte.“ – Fischer Film Almanach 1986[5]

Die Filmbewertungsstelle Wiesbaden verlieh der Produktion das Prädikat wertvoll.

## Heimkino-Veröffentlichungen
DVD
- Taran und der Zauberkessel. Special Collection. Buena Vista Home Entertainment, 2002.
- Taran und der Zauberkessel. Special Collection. Walt Disney Studios Home Entertainment, 2010 (Neuauflage).
- Disney Classics 24: Taran und der Zauberkessel. Walt Disney Studios Home Entertainment, 2017.

Soundtrack
- Elmer Bernstein: The Black Cauldron. Original Motion Picture Soundtrack. Varèse Sarabande, North Hollywood 1985, Tonträger-Nr. VCD 47241 – Originalaufnahme der Filmmusik durch das Utah Symphony Orchestra unter der Leitung des Komponisten (neben den offiziellen CD- und LP-Veröffentlichungen existiert auch eine Bootleg-CD mit der vollständigen Filmmusik). 2012 erschien der vollständige Soundtrack in neuer Abmischung bei Intrada (Oakland, CA).

Spielvariante
- The Black Cauldron ein PC-Spiel von Sierra Online, das auf diesem Film basiert.